# Cornicephalus jilinensis
Cornicephalus jilinensis är en spindelart som beskrevs av Michael Ilmari Saaristo och Jörg Wunderlich 1995. Cornicephalus jilinensis ingår i släktet Cornicephalus och familjen täckvävarspindlar. Inga underarter finns listade i Catalogue of Life.